# خراف‌لاند، هلند جنوبی
خراف‌لاند، هلند جنوبی (به هلندی: Graafland) یک منطقهٔ مسکونی در هلند است که در مولن‌وارد واقع شده‌است. خراف‌لاند ۲۸۰ نفر جمعیت دارد.